# Los Angeles Clippers 2002-2003
La stagione 2002-03 dei Los Angeles Clippers fu la 33ª nella NBA per la franchigia.
I Los Angeles Clippers arrivarono settimi nella Pacific Division della Western Conference con un record di 27-55, non qualificandosi per i play-off.

## Roster
| N° | Naz.                   | Ruolo | Sportivo           | Anno | Alt. | Peso |
| -- | ---------------------- | ----- | ------------------ | ---- | ---- | ---- |
| 1  | Stati Uniti (bandiera) | G     | Keyon Dooling      | 1980 | 191  | 89   |
| 2  | Stati Uniti (bandiera) | C     | Melvin Ely         | 1978 | 208  | 118  |
| 3  | Stati Uniti (bandiera) | G     | Quentin Richardson | 1980 | 198  | 101  |
| 7  | Stati Uniti (bandiera) | A     | Lamar Odom         | 1979 | 208  | 100  |
| 16 | Cina (bandiera)        | C     | Wang Zhizhi        | 1977 | 213  | 116  |
| 20 | Jugoslavia (bandiera)  | G     | Marko Jarić        | 1978 | 201  | 90   |
| 24 | Stati Uniti (bandiera) | G     | Andre Miller       | 1976 | 188  | 91   |
| 32 | Stati Uniti (bandiera) | A     | Tremaine Fowlkes   | 1976 | 203  | 100  |
| 34 | Nigeria (bandiera)     | C     | Michael Olowokandi | 1975 | 213  | 122  |
| 42 | Stati Uniti (bandiera) | A     | Elton Brand        | 1979 | 203  | 125  |
| 44 | Stati Uniti (bandiera) | AC    | Cherokee Parks     | 1972 | 211  | 107  |
| 45 | Stati Uniti (bandiera) | C     | Sean Rooks         | 1969 | 208  | 113  |
| 50 | Stati Uniti (bandiera) | A     | Corey Maggette     | 1979 | 198  | 99   |
| 52 | Stati Uniti (bandiera) | GA    | Eric Piatkowski    | 1970 | 201  | 98   |
| 54 | Stati Uniti (bandiera) | A     | Chris Wilcox       | 1982 | 208  | 100  |

## Staff tecnico
- Allenatori: Alvin Gentry (19-39) (fino al 3 marzo)[1], Dennis Johnson (8-16)
- Vice-allenatori: Dennis Johnson (fino al 3 marzo), Rex Kalamian, Morris McHone, Igor Kokoškov, Jerry DeGregorio (dal 24 marzo)
- Preparatore atletico: Jasen Powell